# Serra dels Lladres
La Serra dels Lladres és una serra situada entre els municipis de Capolat i de Castellar del Riu a la comarca del Berguedà, amb una elevació màxima de 1.601 metres.